# Tres interior alcista
Tres interior alcista (en anglès: Bullish Three Inside Up) és un patró d'espelmes japoneses que es forma per la confirmació de l'Embarassada alcista.

## Criteri de reconeixement
1. La tendència prèvia és baixista
2. Es forma l'Embarassada alcista
3. L'endemà es confirma el canvi de tendència amb una gran espelma blanca

## Explicació
La mateixa que l'Embarassada alcista.

## Factors importants
Els mateixos que l'Embarassada alcista.